# Jalmenus eubulus
Jalmenus eubulus är en fjärilsart som beskrevs av William Henry Miskin 1876. Jalmenus eubulus ingår i släktet Jalmenus och familjen juvelvingar. Inga underarter finns listade i Catalogue of Life.